# Lucheng, Kangding
Lucheng, eller Dartsedo på tibetanska, är ett stadsdelsdistrikt i Kangdings stad på häradsnivå under den autonoma prefekturen Garzê i Sichuan-provinsen i sydvästra Kina. Det identifieras ofta som själva staden Kangding, vars styrande organ är belägna i stadsdelsdistriktet.